# Leonor María Martínez Villada
Leonor María Martínez Villada (Córdoba, 5 de junio de 1950) es una política argentina de la Coalición Cívica ARI, que se desempeña como diputada nacional por la provincia de Córdoba en dos periodos, desde 2015 a 2019 y entre 2019 y 2023. 

## Biografía
Nació en la ciudad de Córdoba en 1950, miembro de una tradicional e influyente familia cordobesa. Es nieta de Luis Guillermo Martínez Villada, descendiente del constituyente de 1853, Clemente Villada y Cabrera, cuyos orígenes familiares se remontan al fundador de Córdoba, Jerónimo Luis de Cabrera.
En política, comenzó a militar en el Movimiento Humanista de Resistencia y Construcción, encabezado por Héctor "Toty" Flores, vinculándose a la Coalición Cívica ARI.
En las elecciones legislativas de 2015, fue candidata a diputada nacional en la lista de Cambiemos en la provincia de Córdoba, ocupando el cuarto lugar en la lista, producto de un reordenamiento de la Justicia Electoral para garantizar el cupo femenino. Cambiemos recibió el 49,83% de los votos, siendo elegida fácilmente. Fue reelegida en las elecciones legislativas de 2019, ocupando el cuarto lugar de la lista de Juntos por el Cambio, que obtuvo el 51,32% de los votos.

## Actividad política
Se desempeñó como vicepresidenta de la comisión de Discapacidad e integró como vocal las comisiones de Familias, Niñez y Juventudes; Personas Mayores y de Prevención de Adicciones y Control del Narcotráfico. Se opuso a la legalización del aborto en Argentina, votando en contra de los dos proyectos de ley de interrupción voluntaria del embarazo que fueron debatidos por el Congreso en 2018 y 2020.
Durante sus mandatos como Diputada Nacional impulso un proyecto de ley para definir las prohibiciones del cónyuge o conviviente del presidente de la nación, así como también su rol y actividades de acompañamiento. https://www4.hcdn.gob.ar/dependencias/dsecretaria/Periodo2021/PDF2021/TP2021/3385-D-2021.pdf
También, impulso un proyecto de ley que establece un régimen de intervención federal a las provincias, con la creación de una comisión bicameral de seguimiento y control de las intervenciones. https://www2.hcdn.gob.ar/proyectos/textoCompleto.jsp?exp=0480-D-2020&tipo=LEY
Además impulsó otro proyecto de ley sobre la ley  24714 - de régimen de asignaciones familiares, para la modificación del artículo 10 sobre requisitos y modos de pago de ayuda escolar. https://www2.hcdn.gob.ar/proyectos/textoCompleto.jsp?exp=5677-D-2019&tipo=LEY

## Denuncias
Con el respaldo de 21 legisladores de la UCR y el PRO, reclamó a Alberto Fernández que no renueve el mandato de Victoria Donda como interventora del Inadi. Luego del escándalo generado por la denuncia contra Victoria Donda, los legisladores opositores con impulso de la Diputada Martínez Villada, enviaron una carta al Presidente en la que piden que no se le renueve el mandato porque lo que hizo va "a contramano del decoro que debe preservar todo funcionario público para garantizar la confianza de la ciudadanía en las instituciones de la democracia
También,  Las diputadas nacionales de la Coalición Cívica Elisa Carrió y Leonor Martínez Villada presentarán una denuncia penal ante la Justicia por trama delicitiva en la actividad portuaria, pidieron se cite a declaración indagatoria a la expresidenta Cristina Kirchner y al exministro de Interior y Transporte Florencio Randazzo, por la presunta falta de control por parte del Estado Nacional en una trama delictiva ocurrida entre 2011 y 2015
Elisa Carrió y Leonor Martínez Villada, presentaron ante la Justicia de Córdoba un pedido para investigar el patrimonio del intendente de La Calera. Rodrigo Rufeil, ante una posible comisión de delito. enriquecimiento inexplicable en los patrimonios de los funcionarios estatales denunciados. 